# Orfeo Bellesini
Orfeo Bellesini (Villafranca di Verona, 25 gennaio 1920 – Villafranca di Verona, 15 giugno 2004) è stato un calciatore italiano, di ruolo terzino.

## Carriera
Nasce calcisticamente nella sua Villafranca Veronese ed a 16 anni si mette in luce nell'amichevole giocata contro il Verona del mister ungherese Vanicech che lo fa acquistare. A 18 anni il debutto in serie B con gli scaligeri, dove rimane fino alla stagione 1945-46, quando viene trasferito e gioca in Serie A con il Venezia.
Nel 1951-52 gioca in Promozione con il Cerea contribuendo alla promozione della squadra in IV Serie. Calcisticamente chiude nella Libertas Caldiero prima nella doppia veste di allenatore-giocatore e successivamente solo come allenatore all'inizio degli anni '60.